# Australia ai Giochi della II Olimpiade
L'Australia partecipò ai Giochi della II Olimpiade dal 14 maggio al 28 ottobre 1900.
Nonostante non fosse una nazione indipendente nel 1900, ma paese suddito del Regno Unito composta da sei colonie separate (resterà tale fino al 1901), i due ori sono solitamente assegnati, dal Comitato Olimpico Internazionale, all'Australia.
L'Australia fu rappresentata da due soli atleti, entrambi vincitori di medaglie: il velocista Stan Rowley e il nuotatore Fred Lane.

## Medaglie

### Medagliere per discipline
| Sport            | Oro | Argento | Bronzo | Totale |
| ---------------- | --- | ------- | ------ | ------ |
| Atletica leggera | 0   | 0       | 3      | 3      |
| Nuoto            | 2   | 0       | 0      | 2      |
| Totale           | 2   | 0       | 3      | 5      |

### Medaglie d'oro
| Medaglia | Nome      | Sport | Evento                 |
| -------- | --------- | ----- | ---------------------- |
| Oro      | Fred Lane | Nuoto | 200 metri stile libero |
| Oro      | Fred Lane | Nuoto | 200 metri ostacoli     |

### Medaglie di bronzo
| Medaglia | Nome        | Sport            | Evento          |
| -------- | ----------- | ---------------- | --------------- |
| Bronzo   | Stan Rowley | Atletica leggera | 60 metri piani  |
| Bronzo   | Stan Rowley | Atletica leggera | 100 metri piani |
| Bronzo   | Stan Rowley | Atletica leggera | 200 metri piani |

## Atletica leggera
| Evento    | Posizione | Atleta      | Batteria                   | Semifinale                   | Ripescaggio | Finale |
| --------- | --------- | ----------- | -------------------------- | ---------------------------- | ----------- | ------ |
|           |           |             |                            |                              |             |        |
| 60 metri  | 3°        | Stan Rowley | Sconosciuto 2°, batteria 2 | -                            | -           | 7"2    |
|           |           |             |                            |                              |             |        |
| 100 metri | 3°        | Stan Rowley | Sconosciuto 2°, batteria 3 | Sconosciuto 2°, semifinale 1 | 11"0 1°     | 11"2   |
|           |           |             |                            |                              |             |        |
| 200 metri | 3°        | Stan Rowley | 25"0 1°, batteria 2        | -                            | -           | 22"9   |
|           |           |             |                            |                              |             |        |

## Nuoto
| Evento         | Posizione | Atleta    | Semifinale              | Finale |
| -------------- | --------- | --------- | ----------------------- | ------ |
|                |           |           |                         |        |
| 20 m sl        | 1°        | Fred Lane | 2'59"0 1°, semifinale 3 | 2'25"2 |
|                |           |           |                         |        |
| 200 m ostacoli | 1°        | Fred Lane | 3'04"0 1°, semifinale 1 | 2'38"4 |
|                |           |           |                         |        |